# Sèrie telescòpica
En matemàtiques, una sèrie telescòpica és aquella sèrie on les sumes parcials posseeixen un nombre fix de termes després de la seva cancel·lació.
Un exemple típic de sèrie telescòpica és la sèrie de Mengoli (la sèrie de recíprocs dels nombres prònics), que es defineix per
{\displaystyle \sum _{n=1}^{\infty }{\frac {1}{n(n+1)}}}
i es pot calcular segons
{\displaystyle {\begin{aligned}\sum _{n=1}^{\infty }{\frac {1}{n(n+1)}}&{}=\sum _{n=1}^{\infty }\left({\frac {1}{n}}-{\frac {1}{n+1}}\right)\\{}&{}=\lim _{N\to \infty }\sum _{n=1}^{N}\left({\frac {1}{n}}-{\frac {1}{n+1}}\right)\\{}&{}=\lim _{N\to \infty }\left\lbrack {\left(1-{\frac {1}{2}}\right)+\left({\frac {1}{2}}-{\frac {1}{3}}\right)+\cdots +\left({\frac {1}{N}}-{\frac {1}{N+1}}\right)}\right\rbrack \\{}&{}=\lim _{N\to \infty }\left\lbrack {1+\left(-{\frac {1}{2}}+{\frac {1}{2}}\right)+\left(-{\frac {1}{3}}+{\frac {1}{3}}\right)+\cdots +\left(-{\frac {1}{N}}+{\frac {1}{N}}\right)-{\frac {1}{N+1}}}\right\rbrack \\{}&{}=\lim _{N\to \infty }\left\lbrack {1-{\frac {1}{N+1}}}\right\rbrack =1.\end{aligned}}}

## En general
Sigui {\displaystyle a_{n}} una seqüència de nombres. Llavors, 
{\displaystyle \sum _{n=1}^{N}\left(a_{n}-a_{n-1}\right)=a_{N}-a_{0},}
i, si {\displaystyle a_{n}\rightarrow 0},
{\displaystyle \sum _{n=1}^{\infty }\left(a_{n}-a_{n-1}\right)=-a_{0}.}

## Excepcions
Tot i que les sèries telescòpiques poden resultar una tècnica útil, hi ha alguns inconvenients amb els quals cal comptar. El procediment
no és correcte perquè aquesta forma de reagrupar els termes només és vàlida si els termes per separat convergeixen a 0. La manera d'evitar aquest error és, en primer lloc, trobar la suma dels N primers termes i, en segon lloc, aplicar el límit amb N aproximant-se a l'infinit.
{\displaystyle {\begin{aligned}\sum _{n=1}^{N}{\frac {1}{n(n+1)}}&{}=\sum _{n=1}^{N}\left({\frac {1}{n}}-{\frac {1}{n+1}}\right)\\&{}=\left(1-{\frac {1}{2}}\right)+\left({\frac {1}{2}}-{\frac {1}{3}}\right)+\cdots +\left({\frac {1}{N}}-{\frac {1}{N+1}}\right)\\&{}=1+\left(-{\frac {1}{2}}+{\frac {1}{2}}\right)+\left(-{\frac {1}{3}}+{\frac {1}{3}}\right)+\cdots +\left(-{\frac {1}{N}}+{\frac {1}{N}}\right)-{\frac {1}{N+1}}\\&{}=1-{\frac {1}{N+1}}\to 1\ \mathrm {quan} \ N\to \infty .\end{aligned}}}

## Exemples
- L'exemple més conegut és potser la fórmula de la sèrie geomètrica

{\displaystyle {\begin{aligned}(1-x)\sum _{k=0}^{n}x^{k}&=(1-x)(1+x+x^{2}+\cdots +x^{n})\\&=(1-x)+(x-x^{2})+(x^{2}-x^{3})+\dotsb +(x^{n}-x^{n+1})\\&=1-x^{n+1}\end{aligned}}}
o, més formalment,
{\displaystyle (1-x)\sum _{k=0}^{n}x^{k}=\sum _{k=0}^{n}(x^{k}-x^{k+1})=1-x^{n+1}.}
- La descomposició en fraccions parcials permet sovint a tornar a escriure en aquesta manera

{\displaystyle {\frac {1}{x(x+1)}}={\frac {1}{x}}-{\frac {1}{x+1}},}
on es tindrà, per exemple
{\displaystyle {\begin{aligned}\sum _{n=1}^{\infty }{\frac {1}{n(n+1)}}&=\sum _{n=1}^{\infty }\left({\frac {1}{n}}-{\frac {1}{n+1}}\right)\\&=\left(1-{\frac {1}{2}}\right)+\left({\frac {1}{2}}-{\frac {1}{3}}\right)+\cdots \\&=1+\left(-{\frac {1}{2}}+{\frac {1}{2}}\right)+\left(-{\frac {1}{3}}+{\frac {1}{3}}\right)+\cdots =1\end{aligned}}}
i
{\displaystyle {\begin{aligned}\sum _{n=2}^{\infty }{\frac {1}{n^{2}-{\frac {1}{4}}}}&=\sum _{n=2}^{\infty }\left({\frac {1}{n-{\frac {1}{2}}}}-{\frac {1}{n+{\frac {1}{2}}}}\right)\\&=\left({\frac {2}{3}}-{\frac {2}{5}}\right)+\left({\frac {2}{5}}-{\frac {2}{7}}\right)+\cdots \\&={\frac {2}{3}}+\left(-{\frac {2}{5}}+{\frac {2}{5}}\right)+\left(-{\frac {2}{7}}+{\frac {2}{7}}\right)+\cdots ={\frac {2}{3}}.\end{aligned}}}
- Moltes funcions trigonomètriques poden representar-se com una diferència, el que permet la cancel·lació entre termes consecutius en la sèrie telescòpica.

{\displaystyle {\begin{aligned}\sum _{n=1}^{N}\operatorname {sen} \left(n\right)&{}=\sum _{n=1}^{N}{\frac {1}{2}}\csc \left({\frac {1}{2}}\right)\left(2\operatorname {sen} \left({\frac {1}{2}}\right)\operatorname {sen} \left(n\right)\right)\\&{}={\frac {1}{2}}\csc \left({\frac {1}{2}}\right)\sum _{n=1}^{N}\left(\cos \left({\frac {2n-1}{2}}\right)-\cos \left({\frac {2n+1}{2}}\right)\right)\\&{}={\frac {1}{2}}\csc \left({\frac {1}{2}}\right)\left(\cos \left({\frac {1}{2}}\right)-\cos \left({\frac {2N+1}{2}}\right)\right).\end{aligned}}}
- Algunes sumes de la forma

{\displaystyle \sum _{n=1}^{N}{f(n) \over g(n)},}
on f i g són funcions polinòmiques on el quocient pot separar-se en fraccions parcials, no admeten sumar per aquest mètode. En particular, s'obté
{\displaystyle {\begin{aligned}\sum _{n=0}^{\infty }{\frac {2n+3}{(n+1)(n+2)}}&{}=\sum _{n=0}^{\infty }\left({\frac {1}{n+1}}+{\frac {1}{n+2}}\right)\\&{}=\left({\frac {1}{1}}+{\frac {1}{2}}\right)+\left({\frac {1}{2}}+{\frac {1}{3}}\right)+\left({\frac {1}{3}}+{\frac {1}{4}}\right)+\cdots \\&{}\cdots +\left({\frac {1}{n-1}}+{\frac {1}{n}}\right)+\left({\frac {1}{n}}+{\frac {1}{n+1}}\right)+\left({\frac {1}{n+1}}+{\frac {1}{n+2}}\right)+\cdots \\&{}=\infty .\end{aligned}}}
El problema està en el fet que els termes no es cancel·len.
- Sigui k un enter positiu. Llavors,

{\displaystyle \sum _{n=1}^{\infty }{\frac {1}{n(n+k)}}={\frac {H_{k}}{k}},}
on Hk és el k-èsim nombre harmònic. Tots els termes després de 1/(k − 1) es cancel·len.
- Convé, en el cas de le sèries, no passar per alt els problemes de convergència; d'una altra manera podria inferir, per exemple,

{\displaystyle {\begin{aligned}1+1+1+\cdots &=(2-1)+(3-2)+(4-3)+\cdots \\&=-1+(2-2)+(3-3)+\cdots \\&=-1\end{aligned}}}
però els resultats així obtinguts no sempre tenen sentit (vegeu sèrie divergent).

## Una aplicació en la teoria de la probabilitat
En teoria de la probabilitat, un procés de Poisson és un procés estocàstic del qual el cas més simple consisteix en «ocurrències» en moments aleatoris, el temps d'espera fins a la següent aparició que té una distribució exponencial sense memòria, i el nombre d' «ocurrències» en qualsevol interval de temps que tenen una distribució de Poisson on el valor esperat és proporcional a la longitud de l'interval de temps. Sigui Xt el nombre d' «ocurrències» abans de temps t, i sigui Tx el temps d'espera fins a l'ordre x «ocurrència». Busquem la funció de densitat de probabilitat de la variable aleatòria Tx. Fem servir la funció de massa de probabilitat per a la distribució de Poisson, que ens diu que
{\displaystyle \Pr(X_{t}=x)={\frac {(\lambda t)^{x}e^{-\lambda t}}{x!}},}
on λ és el nombre mitjà d'ocurrències en qualsevol interval de temps de longitud 1. Noteu que l'esdeveniment {Xt ≥ x} és el mateix que l'esdeveniment {Tx ≤ t} i, per tant, tenen la mateixa probabilitat. Per tant, la funció de densitat que busquem és
{\displaystyle {\begin{aligned}f(t)&{}={\frac {d}{dt}}\Pr(T_{x}\leq t)={\frac {d}{dt}}\Pr(X_{t}\geq x)={\frac {d}{dt}}(1-\Pr(X_{t}\leq x-1))\\\\&{}={\frac {d}{dt}}\left(1-\sum _{u=0}^{x-1}\Pr(X_{t}=u)\right)={\frac {d}{dt}}\left(1-\sum _{u=0}^{x-1}{\frac {(\lambda t)^{u}e^{-\lambda t}}{u!}}\right)\\\\&{}=\lambda e^{-\lambda t}-e^{-\lambda t}\sum _{u=1}^{x-1}\left({\frac {\lambda ^{u}t^{u-1}}{(u-1)!}}-{\frac {\lambda ^{u+1}t^{u}}{u!}}\right)\end{aligned}}}
La suma telescòpica dona
{\displaystyle f(t)={\frac {\lambda ^{x}t^{x-1}e^{-\lambda t}}{(x-1)!}}.}

## Altres aplicacions
Per a altres aplicacions, vegeu:
- Sèrie de Grandi;
- Sèrie dels inversos dels nombres primers, on una de les proves utilitza una suma telescòpica;
- Estadístics d'ordre, on es produeix una suma telescòpic en la derivació d'una funció de densitat de probabilitat;
- Teorema del punt fix de Lefschetz, on sorgeix una suma telescòpica en la topologia algebraica;
- Homologia, de nou en la topologia algebraica;
- Telescopi d'Eilenberg, on es produeix una suma telescòpica de nusos;
- Teorema fonamental del càlcul, una continuaciò anàleg de la sèrie telescòpica.